# Symeon II (ormiański patriarcha Jerozolimy)
Symeon II (ur. ?, zm. ?) – w latach 1688–1691 ormiański Patriarcha Jerozolimy.